# Ковзанярський спорт на зимових Олімпійських іграх 1932 — 5000 метрів (чоловіки)
Змагання з бігу на ковзанах на дистанції 5000 метрів були частиною програми зимових Олімпійських ігор 1932 року у місті Лейк-Плесід у США. Змагання відбулися у четвер, 4 лютого 1932 року. Змагалися вісімнадцять ковзанярів із шести країн. Як і всі інші змагання з ковзанярського спорту на цій Олімпіаді, змагання проходили у форматі зграї, коли всі учасники каталися на ковзанах одночасно.

## Медалісти
| Золото            | Срібло           | Бронза               |
| ----------------- | ---------------- | -------------------- |
| Ірвінг Яффе · США | Едді Мерфі · США | Віллі Логан · Канада |

## Рекорди
Світові та олімпійські рекорди (у секундах) до зимових Олімпійських ігор 1932 року.
| World Record   | 8:21.6(*) | Івар Баллангруд | Давос (SUI)  | January 11, 1930 |
| Olympic Record | 8:39.0    | Клас Тунберг    | Шамоні (FRA) | January 26, 1924 |

(*) Рекорд був встановлений на великій висоті (понад 1000 метрів над рівнем моря) і на природно замерзлому льоду.

## Результати змагання

### Перший раунд
Гіт 1
| Місце | Спортсмен              | Час    | Квал. |
| ----- | ---------------------- | ------ | ----- |
| 1     | Ірвінг Яффе (USA)      | 9:52.0 | Q     |
| 2     | Едді Мерфі (USA)       |        | Q     |
| 3     | Івар Баллангруд (NOR)  |        | Q     |
| 4     | Гаррі Сміт (CAN)       |        | Q     |
| 5     | Оссі Блумквіст (FIN)   |        |       |
| –     | Александер Гард (CAN)  | DNF    |       |
| –     | Шозо Ісіхара (JPN)     | DNF    |       |
| –     | Міхаель Стаксруд (NOR) | DNF    |       |
| –     | Томедзю Урума (JPN)    | DNF    |       |

Гіт 2
| Місце | Спортсмен             | Час     | Квал. |
| ----- | --------------------- | ------- | ----- |
| 1     | Бернт Евенсен (NOR)   | 10:01.4 | Q     |
| 2     | Герберт Тейлор (USA)  |         | Q     |
| 3     | Віллі Логан (CAN)     |         | Q     |
| 4     | Френк Стек (CAN)      |         | Q     |
| 5     | Ерлінг Ліндбо (NOR)   |         |       |
| 6     | Карл Спрінгер (USA)   |         |       |
| –     | Ясуо Кавамура (JPN)   | DNF     |       |
| –     | Токуо Кітані (JPN)    | DNF     |       |
| –     | Інгвар Ліндберг (SWE) | DNF     |       |

### Фінал
| Місце | Спортсмен             | Час        |
| ----- | --------------------- | ---------- |
| 1     | Ірвінг Яффе (USA)     | 9:40.8     |
| 2     | Едді Мерфі (USA)      | 2 m behind |
| 3     | Віллі Логан (CAN)     | 4 m behind |
| 4     | Герберт Тейлор (USA)  |            |
| 5     | Івар Баллангруд (NOR) |            |
| 6     | Бернт Евенсен (NOR)   |            |
| 7     | Френк Стек (CAN)      |            |
| 8     | Гаррі Сміт (CAN)      |            |